# Mon petit Trott
Mon petit Trott est un récit pour la jeunesse publié par l'écrivain français André Lichtenberger en 1898. Il a fait l'objet d'une suite parue la même année, La Petite Sœur de Trott. Le livre a connu de nombreuses rééditions durant la première moitié du XXe siècle.

## Résumé
Trott, un enfant âgé de six ou sept ans, vit avec sa mère, une vieille bonne et une gouvernante, dans une villa de Nice. Son père, officier de marine, est absent depuis très longtemps. Le récit prend la forme d'une suite de tableaux anecdotiques retraçant généralement une confrontation de Trott avec la pauvreté, la vieillesse, la maladie ou la mort. Un élément plus romanesque apparaît à la fin : le père de Trott revient et rapidement, un climat très tendu s'instaure entre lui et son épouse, sans que la cause précise de la brouille soit clairement expliquée (car le point de vue est toujours celui de Trott, qui ne comprend pas tout du monde des adultes, en particulier les relations entre hommes et femmes), mais à certains indices bien ménagés au cours du récit, le lecteur devine que le père de Trott reproche à son épouse sa coquetterie et une conduite un peu légère. Trott forcera pour ainsi dire une réconciliation finale.

## Accueil critique
Mon Petit Trott fait l'objet d'une analyse élogieuse d'Eugène Gilbert dans ses Impressions de lecture parues en 1900.

## Distinction
Mon Petit Trott a obtenu le Prix Montyon de l'Académie française.

## Rééditions
Mon Petit Trott est réédité plusieurs fois aux éditions Plon entre 1923 et 1951. Il est ensuite rédigé par G. P. (la Générale de publicité, alors un important éditeur d'ouvrages pour la jeunesse) dans la collection Rouge et Or en 1954, où il est réédité en 1961. Le roman a été réédité, regroupé avec d'autres romans pour la jeunesse considérés comme des classiques, dans l'anthologie Les chefs-d'œuvre de la littérature de jeunesse établie par François Rivière et parue aux éditions Robert Laffont, dans la collection "Bouquins", en 2013.

## Analyse
Dans la revue Enfance en 1956, la critique spécialisée en littérature de jeunesse Henriette Psichari-Renan estime que Mon petit Trott fait partie des livres pour enfants qui offrent des exemples nocifs à la jeunesse. En effet, il contient des propos antisémites à l'égard de l'amant juif que prend la mère de Trott en l'absence de son mari.